# Madygenerpeton
Madygenerpeton — вимерлий рід хроніозухідних рептіліоморф із середніх і верхніх тріасових відкладень мадигенської формації Киргизстану. Його вперше назвали палеонтологи Райнер Р. Шох, Себастьян Фойгт і Майкл Бухвіц у 2010 році на основі майже повного черепа та пов'язаних з ним остеодерм. Типовим видом є M. pustulatus.

## Опис
Мадігенерпетон, як і інші хроніозухіди, має остеодерми, або кісткові пластини, що покривають його хребет. Ці остеодерми з'єднуються одна з одною та з'єднуються з відповідними хребцями на хребетному стовпі. Вони широкі і мають вигнуті або загострені поверхні. На верхній поверхні переднього кінця і нижній поверхні заднього кінця кожної остеодерми є фасетки, вкриті концентричними виступами та борознами. Ці грані дозволяють пластинам зчепитися одна з одною. Відносно вузька ширина остеодерм у Madygenerpeton дозволяє більший бічний згин тулуба, ніж інші хроніозухіди, до 7.5°.
Череп має параболічний контур, поверхня його вкрита гнійничковим орнаментом. Цей характерний орнамент дає типовому виду назву M. pustulatus. На відміну від інших хроніозухид, у Мадігенерпетона відсутнє анторбітальне тім'ячко перед очима. Післятім'яна або задня частина черепа увігнута.

## Палеобіологія
Тісно зчеплені остеодерми вздовж спини пермських хроніозухій, ймовірно, були адаптацією до наземного пересування. Пластини зробили хребетний стовп більш жорстким, що дозволило йому краще справлятися з навантаженнями від зсуву, скручування, стиснення та розтягування. Однак підвищена стабільність хребта призвела до меншої гнучкості. У Madygenerpeton підвищена гнучкість тулуба могла бути адаптацією до вторинного водного способу життя. Більший латеральний згин уможливив б бічні хвилястість, корисну для плавання.